# 俞振飛
俞振飛（1902年7月15日—1993年7月17日），名遠威，號箴非，江蘇松江人，生于苏州义巷，昆曲表演艺术家。

## 生平
俞粟廬之子，自小從父習崑曲，14歲向沈錫卿、沈月泉學習表演。後在上海，從蔣硯香、程繼仙學習京劇小生，29歲時成為專業演員。長期與梅蘭芳、程硯秋、馬連良、張君秋、言慧珠等合作演出。1957年任上海市戲曲學校校長。

## 家庭
俞振飛结婚三次，第一位夫人黄蔓耘、第二位夫人言慧珠、第三任夫人李蔷华。

## 演出劇目

### 崑劇
- 《牡丹亭》
- 《長生殿》
- 《太白醉寫》
- 《牆頭馬上》
- 《玉簪記》
- 《荊釵記》
- 《千忠戮》

### 京劇
- 《玉堂春》
- 《春秋配》
- 《群英會》
- 《奇雙會》
- 《玉堂春》
- 《春秋配》
- 《斷橋》
- 《打侄上墳》
- 《鴻鸞禧》
- 《轅門射戟》
- 《紅拂傳》
- 《春閨夢》

## 著作
- 《粟廬曲譜》
- 《振飞曲谱》
- 《习曲要解》
- 《念白要领》
- 《访欧散记》

## 外部連結
- YouTube上的《白蛇傳‧斷橋》，俞振飛演出，1955年，CCTV
- YouTube上的《白蛇傳‧斷橋》，俞振飛、梅蘭芳、梅葆玖演出，1955年，CCTV
- YouTube上的《奇雙會‧寫狀》，俞振飛、梅葆玖演出，CCTV
- YouTube上的《牆頭馬上》，俞振飛、言慧珠演出，1963年，CCTV
- YouTube上的《牡丹亭‧拾畫叫畫》，俞振飛演出，上海电视台